# Point Air
 (octobre 2023).
Point Air (code IATA : FW) était une compagnie aérienne française basée sur l'aéroport de Bâle-Mulhouse dans le département du Haut-Rhin en région Grand Est, effectuant du transport aérien de type charter à l'international mais aussi en France Métropolitaine.

## Histoire
On ne pas parler de Point Air sans parler de Point Mulhouse, le fondateur et de Point Afrique, l'après Point Air.

### Point Mulhouse

Logotype de Point Mulhouse

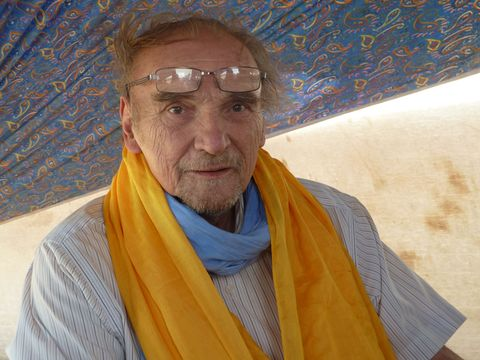
Maurice Freund le 1er mai 2010

L'aventure commence entre 1964 et 1965 avec Maurice Freund et une bande de copains dans un chalet des Vosges, qu'ils ont construit et dont le financement est assuré par la cueillette des myrtilles, avec pour idée principale "voyager moins cher". L'idée va se muer en une association à but non lucratif, fraternelle et atypique qui prend le nom du journal homonyme "Le Point" et qui devient rapidement "Point Mulhouse" en référence à la ville alsacienne d'où les membres de l'association sont issus.
Cette association avait également pour but la protection et la valorisation du patrimoine locale mais elle servira surtout de support pour organiser et formaliser la construction d'un chalet pour les jeunes dans les Vosges (Markstein) de 1965 à 1970.
Tout comme Jacques Maillot (créateur de l'association "Nouvelles Frontières" le 2 octobre 1967), Maurice Freund veut démocratiser le voyage en France. Cet alsacien mordu d’Afrique va révolutionner l’accès au monde, le ciel et les échanges.
Le Point Mulhouse est une association de voyages à but non lucratif qui voit le jour grâce à la collaboration des jeunesses étudiantes et ouvrières chrétiennes nommée "Les pointistes".
Portée par cette armée de bénévoles "pointistes" pour qui le voyage est de rencontrer les populations locales loin des sentiers touristiques, l'association prend très vite de l'ampleur en Alsace mais aussi à Paris, Lyon ou Marseille.
Maurice Freund se met en tête de réduire le coût du transport aérien entre la France et d'autres pays, à une époque où le ciel français est soumis au monopole des grandes compagnies aériennes de 1er niveau comme Air France et UTA. Il bouscule le ciel français en proposant d’abord Londres, l’Inde, un pays alors très attractif pour la jeunesse peu fortunée de l'époque, puis l’Amérique latine à des prix cassés.
La technique est alors très simple.
Les billets d'avion des compagnies régulières sont trop chers entre la France et l'Inde, Maurice Freund affrète lui-même un avion. C'est comme ça que naît en 1969, le premier vol charter long courrier à la "Française".
La proximité de la Suisse sera un énorme avantage car l'aéroport international de Bâle-Mulhouse permettra des développements avec une clientèle française, Suisse et Allemande.
Dès 1970, elle affrète alors des vols vers l'Afrique, l'Inde, l'Amérique du Sud (Mexique, Pérou ou chaque semaine de 1971 à 1980, un DC-10 de 350 places décolle de Mulhouse vers Lima qui en été est rempli d’Allemands, de Suisses, d’Autrichiens ou de Français dont le jeune Lionel Jospin, la Grèce et les Antilles, auprès de compagnies charters régulières comme Balair et plus tard la SA.T.T. (Société Antilles de Transport Touristique), compagnies aériennes helvétiques. Viendra ensuite des destinations comme l'Afghanistan et le Yémen.
Le tourisme n’est pas sans risque car en 1974, Maurice Freund passe onze jours en détention en Bolivie pour avoir aidé des réfugiés chiliens à fuir le régime du dictateur Augusto Pinochet.
Point Mulhouse entre dans le capital de la compagnie S.A.T.T. qui devient son plus grand client. SATT reçoit son B 707-321, immatriculé F-OGIV.
En 1976, Point Mulhouse achète en pool avec la Chambre de commerce des Antilles, un Boeing 707.
L’association a accumulé 7 millions de dollars de réserve en 1978 avec 100.000 passagers transportés par an. Air France commence à s’énerver car les avions du Point Mulhouse décollent pour New York, Bangkok, Bombay, New Delhi, Al-Hodeïda ou Kandahar.
À la suite de la faillite de la compagnie helvétique S.A.T.T., le Point Mulhouse acquiert fin octobre 1980, le Boeing 707-321 B de la S.A.T.T., immatriculé F-OGIV, qui est réimmatriculé F-BGST.
Point Mulhouse est à l’origine de la large démocratisation du transport aérien contre le monopole d’État d’Air France.
Très rapidement, le Point Mulhouse va créer sa propre compagnie aérienne au tout début des années 1980, la compagnie Point Air.

### Point Air

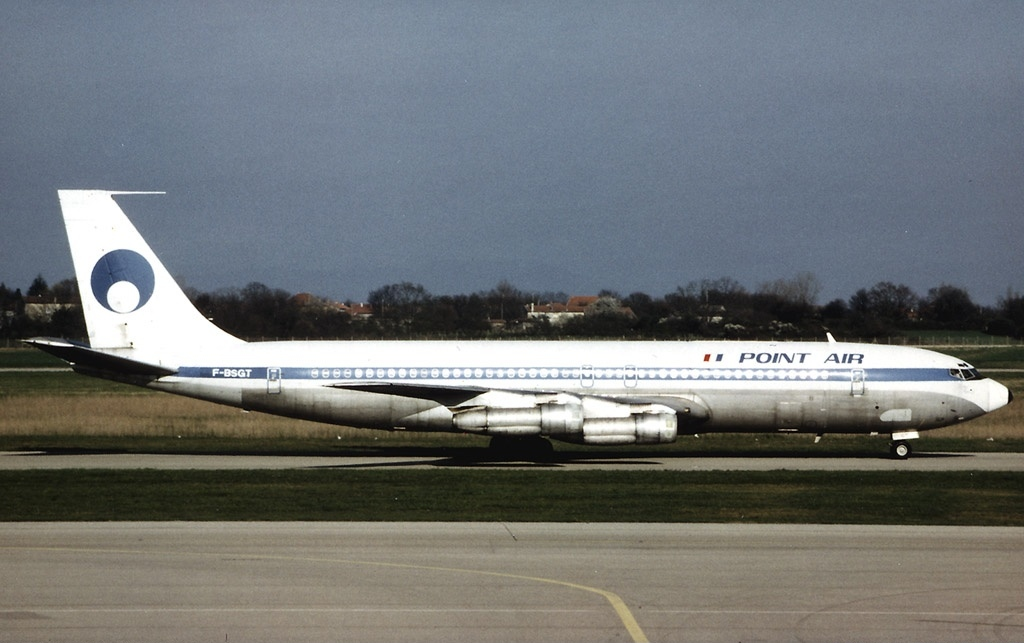
Boeing 707-321B F-BSGT de Point Air à Lyon en juin 1982

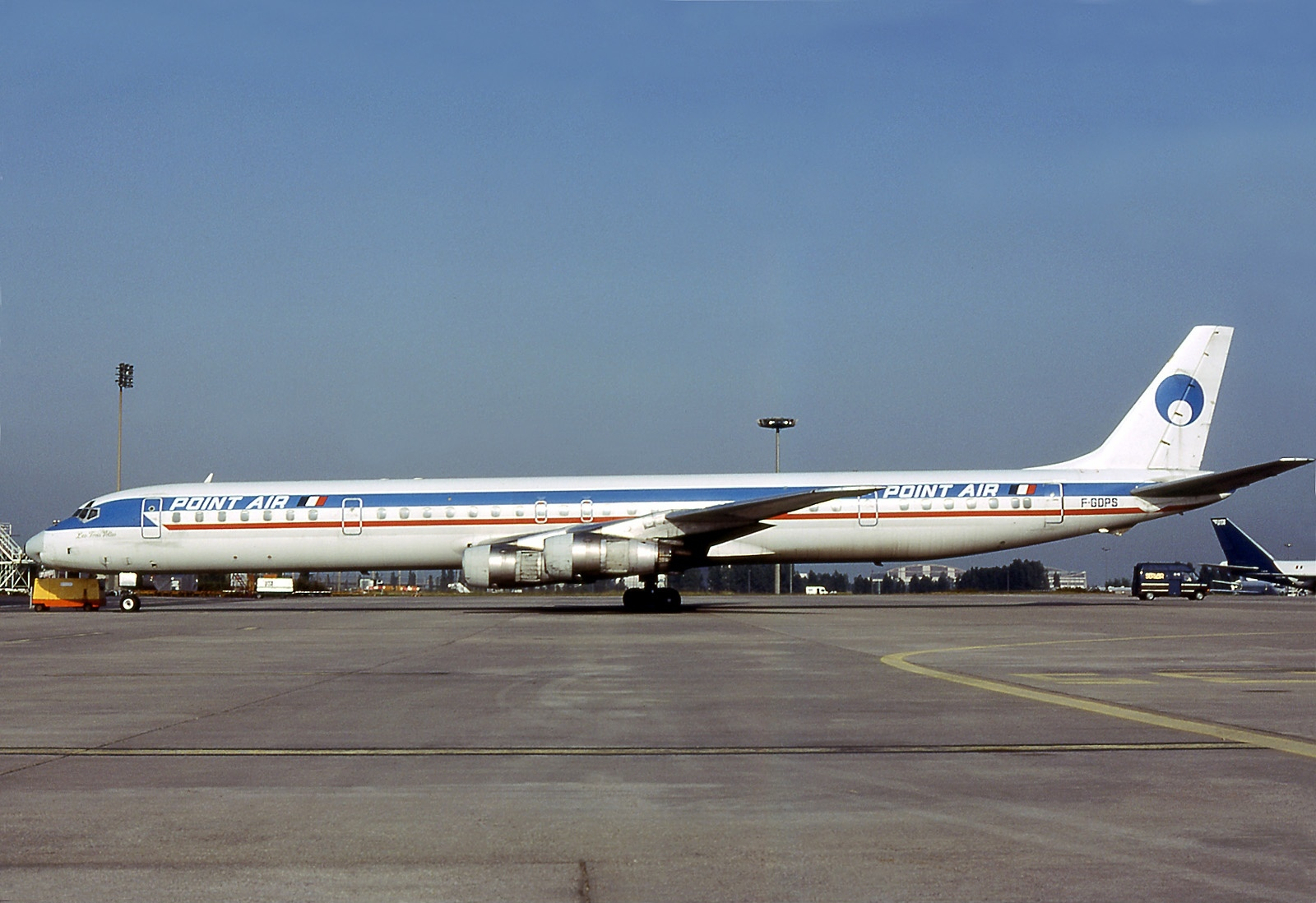
McDonnel Douglas DC-8 F-GDPS de Point Air nommé "Les Trois Voltas"

Maurice Freund découvre le Burkina Faso et créé la compagnie aérienne Point Air en 1981, une compagnie coopérative à destination de l’Afrique occidentale au départ de Lyon et de Marseille. La compagnie effectue alors six vols par semaine vers Ouagadougou  avec un billet à 6 000 francs (qui selon le convertisseur de l'INSEE, correspond à 2 466 euros en 2022) au détriment d’U.T.A et Air Afrique qui le proposent à 30 000 francs (12 332 euros en 2022 selon le convertisseur de l'INSEE).
Menacé d’interdiction de vol, le patron Freund s’en sort grâce au coup de main de Jacques Attali, un conseiller du Président François Mitterrand, comme un retour d’ascenseur après lui avoir prêté un avion lorsque le premier secrétaire du Parti Socialiste avait ramené des Boat-people vietnamiens.
En 1981, les autorisations officielles permettent de voler vers New Delhi et Lomé avec La Réunion et Tahiti en 1982, mais pour ces dernières, avec des restrictions strictes comme une interdiction de départ d’Orly et un maximum de 50% des passagers qui doivent être de nationalité française.
L'association et Point Air seront également à l’origine de la démocratisation du transport aérien contre le monopole d’État d’Air France sur l'île de la Réunion en 1983 et qui a surtout largement ouvert celle-ci aux Réunionnais mais aussi aux touristes français, suisses et allemands.
Seules trois compagnies demeurent indépendantes sur ce créneau: Corse Air (compagnie de Jacques Maillot) , Point Air (celle de Maurice Freund) et Minerve (celle de René-Fernand Meyer), toutes trois compagnies classées charters.
En février 1985, Freund signe le plus gros chèque de sa vie, 187 millions de francs (55 millions d'euros en 2022 selon l'INSEE) pour l'achat d'un DC-8 pour desservir île de la Réunion.
La Compagnie commence à s’intéresser au territoire métropolitain  en mettant en place un vol Paris - Figari en Corse au cours de l'été 1985 mais l'administration lui met encore des bâtons dans les roues en lui interdisant les aéroports Parisiens, le Paris - Figari se mua en Beauvais- Figari.
Par la suite, Point Air réalise des vols intérieurs comme Mulhouse - Paris,, Mulhouse - Marseille, Strasbourg - Marseille et Paris - Marseille.
Freund ira jusqu'à offrir des billets gratuits aux Corses entre Paris et Figari et aux clients de l'association le Point Mulhouse entre Paris et Mulhouse.
En 1986, elle est autorisée, tout comme Minerve, à desservir les Antilles.
La compagnie Point Air est interdite de vol le 5 février 1987 par la Direction Générale de l'Aviation Civile (D.G.A.C.) pour manquement à la sécurité. La D.G.A.C. cloue au sol les deux DC-8 pour 6 semaines. En décembre 1986, la D.G.A.C. avait déjà pris la décision d'arrêter l'exploitation des Boeing-707 qui ne respectait plus les normes de sécurité.
Le tapage médiatique de cette affaire provoquera la chute de la compagnie après de longs mois de batailles judiciaires.
Le 2 décembre 1987,, Point Air dépose le bilan laissant 1 600 passagers de la compagnie en souffrance encore en séjour sur leurs lieux de vacances. Ces derniers seront réacheminés par Air France et Nouvelles Frontières sans compter les 6 000 clients à rembourser.
Le Tribunal de commerce de Mulhouse cède Point Air à la compagnie aérienne belge Trans European Airways (TEA)  mais l’Etat français annule la décision de justice et privilégie une solution 100% française par l’attribution de la reprise à Minerve qui reprend les 2/3 du personnel de Point Air.
Freund repousse l'offre de Minerve.
Faute de repreneur, Point air à qui il restait un seul Super DC-8-71 appartenant conjointement à la société financière Coginform, à la région de la Réunion et au Point Mulhouse, était mise en liquidation judiciaire le 12 février 1988, entrainant l'association Point Mulhouse avec elle le 30 mars 1988, solidaire du passif de 52 millions de francs.
Villages Vacances Familles (V.V.F.), filiale de la Caisse des dépôts et consignations ainsi que Nouvelles Frontières se désistaient sur la reprise des droits de trafic de Point Air.
Le Super DC-8 était revendu à la société Irlandaise G.T.A. pour 14,2 millions de dollars américains (3,85 millions d'euros de 2022).

### Point Afrique

Logotype de Point Afrique

À la suite d'événements intérieurs au Burkina Faso, Maurice Freund est interdit de séjour et mettra seize ans avant d’y revenir.
Jacques Maillot le sollicite pour rejoindre Nouvelles Frontières mais Freund préfère remettre sur pied la compagnie aérienne nationale du Mali (Malitas pour "Mali Tombouctou Air Service") de 1989 à 1991 en étant directeur général mais démissionne quand un ministre malien lui propose de partager les bénéfices.
Victime d'une tentative d'empoisonnement, il quitte l'Afrique lessivé.
Pour rebondir, Freund créé Point Afrique en 1995 en relançant une liaison aérienne Paris-Gao ou Lyon-Gao sous la bannière du Point Afrique en collaboration avec Air Toulouse en Boeing 737. Les premiers charters décollent vers le Mali, la Libye et la Mauritanie transportant 200 voyageurs en 1996 puis 11 000 en 2000 avec dans les soutes, des médicaments pour Médecins sans Frontières.
Freund installe l'association dans un vieux musée en 2002 à Bidon dans le sud de l’Ardèche. Elle dispose également de bureaux à Puteaux.
Ne disposant pas d'avion comme à l'époque de Point Mulhouse et Point Air, Point Afrique collabore avec de nombreuses compagnies aériennes dont la compagnie française Air Méditerranée dont détient à 13,5 %, Freund par le biais de Point Afrique voyages depuis 2003.
Aujourd'hui, Point Afrique Voyages existe toujours, Maurice Freund n'est plus le directeur général (depuis 2012) mais reste le Président de la coopérative "Point Afrique Développement", actionnaire unique de Point Afrique Voyages.
Il nomme Théodoros Karampatis à sa place à la tête de Point Afrique Voyages, nouvelle administrateur d'Air Méditerranée et Kévin Girard, nouveau Président de Point Air Voyages alors directeur d'exploitation.
Maurice Freund redeviendra Président de Point Afrique Voyages en janvier 2017 en remplacement de Kévin Girard.

## Le réseau
Point Air a desservi entre autres:
En 1981, Ouagadougou, New Delhi et Lomé,
En 1982, La Réunion et Tahiti, 
En 1985, Figari (au départ de Beauvais) 
En 1986, Athènes, Héraklion, Tel Aviv, Ouagadougou, La Réunion et Istanbul.
En 1987, Mulhouse vers Paris et Marseille, Strasbourg vers Marseille, Paris vers Mulhouse et Marseille, Ouagadougou et Bangui.

## Flotte
- Douglas DC-8-61, immatriculé F-GDPS  (acheté le 3 avril 1982 et vendu le 30 octobre 1987)[28] avec comme nom de baptême "Les Trois Voltas",
- Douglas DC-8-71 F, immatriculé F-GMFM (acheté le 20 décembre 1985 et vendu en décembre 1988)[28]  avec comme nom de baptême "Région Réunion",
- Boeing 707-321 B, immatriculé F-BGST (acheté à SATT en novembre 1980, anciennement F-OGIV et vendu en mai 1987)[28]avec comme nom de baptême "Bernard Audebourg".